# Дмитро Свєтушкін
Дмитро Свєтушкін (25 липня 1980 — 4 вересня 2020) — молдовський шахіст, гросмейстер від 2002 року.

## Шахова кар'єра
Кілька разів представляв Молдову на чемпіонаті Європи та світу серед юніорів у різних вікових категоріях, найкращий результат показавши 1999 року в Єревані, де на ЧС до 20 років поділив 5-8-ме місце (разом із, зокрема, Павелом Блемом). Невдовзі увійшов до чільної когорти молдовських шахістів. Неодноразово грав за національну збірну на командних турнірах, зокрема: вісім разів на шахових олімпіадах (2000, 2002, 2004, 2006, 2008, 2010, 2012, 2014) і  на командному чемпіонаті Європи (2011).
Досягнув низки успіхів на міжнародних турнірах, перемігши або поділивши 1-ші місця, зокрема, в таких містах, як:
- Дюла (1999),
- Турда (2001),
- Ефоріє (2001, разом із зокрема, Константіном Іонеску, Віталієм Куніним, Васіле Сандуляком і Валерієм Чеховим),
- Патри (2002, разом з Андреєм Істрецеску),
- Агіос-Кірікос — тричі (2002, разом з Андрієм Ричаговим і 2004 і 2005),
- Бухарест — двічі (2003, 2005),
- Гамбург (2004, разом з Зімоном Куміном),
- Нікея (2005, разом з Мілошом Павловичем і Ніколозом Манагадзе),
- Саратов (2005, разом з Борисом Савченком),
- Кавала (2006, разом зі Стеліосом Халкіасом і Юрієм Дроздовським),
- Олімпус-Рив'єра (2006, разом з Михайлом Стояновичем),
- Гап (2008),
- Корбах (2008),
- Вандевр-ле-Нансі (2008, разом з Крістіаном Бауером),
- Ретимно (2009, разом із зокрема, Киванчем Хазнедароглу, Максимом Туровим, Ельшаном Мораді і Антоанетою Стефановою),
- Палаїохор (2010, разом з Юрієм Криворучком і Олександром Зубарєвим),
- Айнгаузен (2011),
- Вертерце (2011),
- Імперія (2011),
- Нікея (2011),
- Меморіал Борислава Костіча (2012).

Примітка: Список успіхів неповний (доповнити від 2011 року).
Найвищий рейтинг Ело в кар'єрі мав станом на 1 листопада 2011 року, досягнувши 2621 очок займав тоді 3-тє місце (позаду Віктора Бологана і Віорела Йордаческу) серед молдовських шахістів.
Очолював Раду тренерів Федерації шахів Молдови, був тренером чоловічої збірної Молдови.

## Зміни рейтингу
| На цьому місці має відображатися графік чи діаграма, однак з технічних причин його відображення наразі вимкнено. Будь ласка, не видаляйте код, який викликає це повідомлення. Розробники вже працюють для того, щоби відновити штатне функціонування цього графіка або діаграми. | |
| | На цьому місці має відображатися графік чи діаграма, однак з технічних причин його відображення наразі вимкнено. Будь ласка, не видаляйте код, який викликає це повідомлення. Розробники вже працюють для того, щоби відновити штатне функціонування цього графіка або діаграми. |

## Загибель
Загинув 4 вересня 2020, у віці 40 років в результаті падіння з вікна своєї квартири на шостому поверсі, де мешкав разом з матір'ю. Одна з основних версій загибелі — самогубство.